# Humán 10-es kromoszóma
- A 10-es kromoszóma egy a 24-féle humán kromoszóma közül. Egyike a 22 autoszómának.

## A 10-es kromoszóma jellegzetességei
- Bázispárok száma: 135 413 628
- Gének száma: 862
- Ismert funkciójú gének szám : 730
- Pszeudogének száma: 317
- SNP-k (single nucleotide polymorphism = egyszerű nukleotid polimorfizmus) száma: 473 419

## A 10-es kromoszómához kapcsolódó betegségek
Az O.M.I.M rövidítés az Online Mendelian Inheritance in Man, azaz Mendeli öröklődés emberben adatbázis oldalt jelöli, ahol további információ található az adott betegségről, génről.

| Patológia                                                           | Öröklődés | O.M.I.M | Lokusz      | Gén  | A gén által kódolt fehérje |
| ------------------------------------------------------------------- | --------- | ------- | ----------- | ---- | -------------------------- |
| Veleszületett mellékvese hiperplázia 17-alfa-hidroxiláz deficiencia | Recesszív |         |             |      |                            |
| Crouzon-szindróma                                                   | Domináns  |         |             |      |                            |
| Pfeiffer-szindróma                                                  | Domináns  |         |             |      |                            |
| Apert-szindróma                                                     | Domináns  |         |             |      |                            |
| Charcot-Marie-Tooth betegség 1D típus                               |           |         | q21.1-q22.1 | EGR2 |                            |
| Charcot-Marie-Tooth betegség A intermedier típus                    |           |         | q24.1-q25.1 |      |                            |
| Charcot-Marie-Tooth betegség 4-es diverz típus                      |           |         | q21.1-q22.1 | EGR2 |                            |
| Hirschsprung betegség                                               |           |         | q11.2       | RET  |                            |
|                                                                     |           |         |             |      |                            |
|                                                                     |           |         |             |      |                            |
|                                                                     |           |         |             |      |                            |
|                                                                     |           |         |             |      |                            |
|                                                                     |           |         |             |      |                            |
|                                                                     |           |         |             |      |                            |
|                                                                     |           |         |             |      |                            |
|                                                                     |           |         |             |      |                            |

## Lásd még
- Kromoszóma
- Genetikai betegség
- Genetikai betegségek listája